# 西秦野村
西秦野村（にしはだのむら）は、神奈川県中郡にかつてあった村である。
1955年7月28日に足柄上郡上秦野村と合併し中郡西秦野町になった。

## 歴史
- 1889年4月1日 - 町村制施行。堀山下、堀川、堀西（1887年に堀斉藤村、堀沼代村が合併した）、千村、渋沢の5村が合併し大住郡西秦野村となる。
- 1892年 - 村立尋常堀小学校、村立尋常渋沢小学校開校。
- 1896年4月1日 - 大住郡が淘綾郡と合併して中郡となる[1]。
- 1927年 - 小田急電鉄開通。村内に渋沢駅開設。
- 1951年6月20日 - 足柄上郡相和村の一部（大字栃窪）を編入。
- 1955年1月1日 - 合併により西秦野町となる。

## 廃止後
現在は秦野市の地域区分で西地区と区分されるが上地区を含める場合もある。住所には「秦野市千村」などの大字名や、「渋沢上」など分割された町名が用いられる。